# Oi!Oi!Oi! Atak!!!
Oi!Oi!Oi! Atak!!! – album muzyczny zawierający utwory trzech polskich wykonawców muzycznych: BTM, Ramzes & The Hooligans i Rezystencja. Muzyka przez nich tworzona należy do gatunku punk rock, w szczególności do nurtu street punk / oi!. Album został wydany przez wytwórnię Carry On Oi!. Miało to miejsce w 1995 r. Utwory zamieszczono na kasecie magnetofonowej. Jest to pierwsza składanka w serii „Oi!Oi! Atak!!!”, opublikowanej przez wymienione wydawnictwo.

## Historia
Album muzyczny „Oi!Oi!Oi! Atak!!!” został wydany w 1995 r. przez wytwórnię Carry On Oi!. Był to pierwszy album w serii „Oi!Oi! Atak!!!” z Krakowa. Wydawnictwo to zostało założone wcześniej, w 1994 r., przez członka i współtwórcę zespołów, których utwory zamieszczono w albumie – Kwaśnego (Bogdan Srokowski) z formacji BTM i Rezystencja, oraz współtworzącego sporadycznie z zespołem Ramzes & The Hooligans. Kolejna publikacja w serii otrzymała tytuł „Oi! Oi! Atak Vol. 2” (brak informacji o dacie wydania).

## Album
„Oi!Oi!Oi! Atak!!!” jest albumem kompilacyjnym. Jako nośnik danych wykorzystano jedną kasetę magnetofonową. Znalazło się na niej 12 utworów muzycznych. W podtytule zamieszczonym na okładce publikacji wymieniono nazwy wykonawców: „BTM - Ramzes - Rezystencja”, w tej właśnie kolejności jedna pod drugą. Jak widać nazwę złożoną zespołu Ramzes & The Hooligans skrócono do jej pierwszego członu – „Ramzes”, podobnie jak na spisie wykonawców. W ramach wytwórni album otrzymał identyfikator: CBOI 501. Dystrybucją zajmowała się firma EMC (Euro Music Company). Ochronę praw autorskich powierzono polskiej organizacji zbiorowego zarządzania prawami autorskimi twórców – ZAiKS.

## Wykonawcy
W albumie zamieszczono utwory trzech wykonawców, przy czym różna jest liczba utworów dla każdego z nich. Są to następujące zespoły muzyczne: BTM, Ramzes & The Hooligans i Rezystencja. Liczba utworów zamieszczonych przez poszczególne formacje jest następująca:
- BTM – 1 (utwór nr 1, na kasecie magnetofonowej: A1)
- Ramzes & The Hooligans – 7 (utwory od lp. 2 do 8, na kasecie magnetofonowej: A2, A3, A4, A5, A6, B1, B2)
- Rezystencja – 4 (utwory od lp. 9 do 12, na kasecie magnetofonowej: B3, B4, B5, B6)[8][9].

## Instrumentarium i składy zespołów
| Instrument / funkcja | BTM      | Ramzes & The Hooligans | Rezystencja |
| -------------------- | -------- | ---------------------- | ----------- |
| wokal                | Bogdan   | Ramzes                 | Jerzy       |
| gitara               | Duda     | Ramzes                 | Jerzy       |
| gitara basowa        | Jarek    | Kot                    | Irek        |
| perkusja             | Grzegorz | Luleczka               | Jarek       |

## Utwory
| lp. | Wykonawca              | tytuł                | kaseta magnetofonowa (strona, lp.) |
| --- | ---------------------- | -------------------- | ---------------------------------- |
| 1   | BTM                    | Mecz                 | A1                                 |
| 2   | Ramzes & The Hooligans | Wielkanoc            | A2                                 |
| 3   | Ramzes & The Hooligans | Zwykły Szary Dzień   | A3                                 |
| 4   | Ramzes & The Hooligans | Autovidol            | A4                                 |
| 5   | Ramzes & The Hooligans | Nicky Cruz           | A5                                 |
| 6   | Ramzes & The Hooligans | Skok Na Kiosk        | A6                                 |
| 7   | Ramzes & The Hooligans | Poland Alkoholand    | B1                                 |
| 8   | Ramzes & The Hooligans | Nicky Cruz II        | B2                                 |
| 9   | Rezystencja            | Wściekłe Psy         | B3                                 |
| 10  | Rezystencja            | Nic Nie Zatrzyma Nas | B4                                 |
| 11  | Rezystencja            | Kto To Jest?         | B5                                 |
| 12  | Rezystencja            | Skinhead             | B6                                 |

## Muzyka
Muzyka prezentowana przez wszystkich trzech wykonawców, których utwory zamieszczono w albumie, zaliczana jest do gatunku muzycznego jakim jest rock, przy czym grane przez nich kompozycje należą do nurtu punk rock. W szczególności są to kompozycje muzyczne w stylu street punk / oi!.